# 南アラビア連邦

南アラビア連邦
اتحاد الجنوب العربي

南アラビア連邦（みなみアラビアれんぽう、アラビア語: اتحاد الجنوب العربي, ラテン文字転写: Ittihad al-Janūb al-‘arabī）は1959年から1967年までの間現在のイエメン南部に存在したイギリス保護領地域の連邦国家（非独立国）である。アラビア半島南西部のイギリス保護領であった首長国が加盟して成立した。1967年にイエメン人民民主共和国として独立した。首都はアデン。連邦の元首はアデンの高等弁務官が務めていた。

## 加盟国

連邦の加盟国

当初の連邦は前身となる南アラブ首長国連邦の15ヵ国だった。その後、アデン植民地と上アウラキ・スルターン国の加入によって17ヵ国となった。一方、連邦へ加入しなかった他の英保護国は南アラビア保護領の一部とされた。
1. アデン国（英語版） - 旧アデン植民地。1963年加入
2. アクラビ首長国（英語版）
3. アラウィー首長国（英語版）
4. アウダリ首長国（英語版）
5. 上アウラキ・スルターン国（英語版） - 1964年加入
6. 上アウラキ首長国（英語版）
7. 下アウラキ・スルターン国（英語版）
8. ベイハン首長国（英語版）
9. ワヒディ・バルハーフ・スルターン国（英語版）
10. ダーラ首長国（英語版）
11. ダティーナ首長国（英語版）
12. ラヒジュ・スルターン国（英語版）
13. マフラヒー首長国（英語版）
14. ファドリー首長国（英語版）
15. ハウシャビー・スルターン国（英語版）
16. シャブ首長国（英語版）
17. 下ヤファ・スルターン国（英語版）